# Strindfjorden
Strindfjorden er den del af Trondheimsfjorden som ligger mellem Lade, Strinda, Malvik, Skatval, Frosta og Leksvik. Fjordnavnet antages at være ældre end navnet for hele Trondheimsfjorden. I vest løber den over i Flakkfjorden. I øst fortsætter Trondheimsfjordens hovedløb mellem Leksvik og Ekne, mens Skatval deler fjorden i fjordarmene Stjørdalsfjorden og Åsenfjorden.
Fra jernalderen til hen i middelalderen udgjorde bygderne omkring Strindfjorden et retsfællesskab, Strindafylke. Strindafylke var blandt de uttrønderske fylker sammen med Stiordølafylke, Gauldølafylke og Orkdølafylke.